# Katharina Harms
Katharina Harms (* 29. Dezember 1961 in Göttingen) ist eine deutsche Juristin. Sie ist seit dem 1. Oktober 2014 Richterin am Bundesverwaltungsgericht.

## Leben und Wirken
Harms war nach Abschluss ihrer juristischen Ausbildung von 1992 bis 1993 an der Universität Augsburg und anschließend für mehrere Jahre an der Humboldt-Universität zu Berlin als Wissenschaftliche Mitarbeiterin tätig. 1998 promovierte sie an der Humboldt-Universität. Von 1999 bis 2002 war Harms Wissenschaftliche Mitarbeiterin am Bundesverwaltungsgericht. Während dieser Zeit erfolgte zunächst für drei Monate eine Abordnung an das Bundesministerium der Justiz, 2002 wechselte sie in das Ministerium. 2013 erfolgte ihre Ernennung zur Ministerialrätin.
Das Präsidium des Bundesverwaltungsgerichts wies Harms zunächst dem 5. Revisionssenat zu, der u. a. für das Fürsorgerecht einschließlich des Asylbewerberleistungsrechts, das Vertriebenen-, das Schwerbehinderten-, Mutterschutz-, Jugendhilfe-, Jugendschutz- und Ausbildungsförderungsrecht sowie das Ausgleichsleistungs- und Entschädigungsrecht zuständig ist.